# Sociale segregatie
Sociale segregatie of segregatie is het socialisatieproces van acculturatie waarbij leden van een niet-dominante groep zich gedwongen nauwelijks mengen met de dominante groep, maar vooral contact onderhouden met de andere leden van de eigen groep. Als dit vrijwillig gebeurt, wordt wel gesproken van separatie.
Segregatie uit zich vaak in onder andere het gaan wonen in dezelfde wijken als andere mensen van de gesegregeerde culturele groep, het spreken van de eigen moedertaal in het bijzijn van medegesegregeerden, het behouden van het eigen geloof, etc. Bij rijkeren gaat het vaak om het afscheiden van de omgeving uit het oogpunt van veiligheid. Het meest kenmerkende voorbeeld daarvan is de gated community. Uit onderzoeken is echter gebleken dat inwoners van gated communities zich meestal nog steeds onveilig voelen of zelfs onveiliger dan mensen die niet in een gated community wonen.
Het tegenovergestelde van segregatie is integratie. De politiek probeert segregatie vaak tegen te gaan.

## Constricthypothese van Robert Putnam
Volgens de contacthypothese leidt onderling contact tot meer begrip; volgens de conflicthypothese leidt het meer tot irritatie en vijandigheid.
Volgens de constricthypothese van Robert Putnam leidt contact niet tot begrip of conflict, maar tot terugtrekking in eigen omgeving. Putnam concludeerde in een Amerikaans onderzoek uit 2007, dat hoe groter de etnische diversiteit is, des te lager het sociaal vertrouwen is. In zijn onderzoek hadden mensen die in sterk gemengde wijken woonden niet alleen minder vertrouwen in andere etnische groepen, maar ook in hun eigen groep: ze trokken zich terug, hadden minder contacten en deden minder vrijwilligerswerk. Het onderzoek vond plaats aan de hand van de Herfindahl-index waarin de etnische diversiteit wordt gedefinieerd door de kans dat twee willekeurig geselecteerde inwoners tot een verschillende etnische groep behoren en aan de hand van verschillende criteria voor sociale cohesie.
De Radboud Universiteit (Nijmegen) testte deze hypothese van Putnam in 28 Europese landen, wat resulteerde in het niet kunnen bevestigen van de hypothese van Putnam voor de Europese situatie. Echter, het onderzoek van Putnam vond op wijkniveau plaats, terwijl de Radboud Universiteit werkte met landelijke gemiddelden. Het onderzoek van de Radboud Universiteit ging meer in op de dynamiek van de migratiestromen. Zij concludeerden dat de absolute aantallen immigranten geen invloed hebben op het sociaal vertrouwen, maar veranderingen in die stromen wel: het sociaal vertrouwen daalt als een land in korte tijd veel nieuwkomers te verwerken krijgt. Factoren als inkomensongelijkheid en democratie worden door de onderzoekers van de Radboud Universiteit beschouwd als een grotere bron van een lager sociaal vertrouwen.